# Thélod
Thélod é uma comuna francesa na região administrativa de Grande Leste, no departamento de Meurthe-et-Moselle. Estende-se por uma área de 10,76 km². Em 2010 a comuna tinha 252 habitantes (densidade: 23,4 hab./km²).